# Distrito judicial de Sullana
El distrito judicial de Sullana es una división administrativa del Poder Judicial del Perú. Tiene como sede la ciudad de Sullana y su competencia se extiende a las provincias de Ayabaca, Sullana y Talara del departamento de Piura.

## Historia
Los territorios que conforman el distrito judicial fueron, desde 1876, parte de lo que hoy es el distrito judicial de Piura.  El 2 de diciembre de 2010, mediante Resolución Administrativa N° 396-2010-CE-PJ, se creó la Corte Superior de Justicia de Sullana. En dicha resolución se establece que este distrito judicial estaba conformado jurisdiccionalmente por las provincias de Sullana, Talara y Ayabaca, siendo la sede la ciudad de Sullana. El 8 de junio de 2011 mediante Resolución Administrativa N° 156-2011-CE-PJ se dispone la instalación y funcionamiento de la Corte Superior de Justicia de Sullana para el 1 de julio del mismo año y se designa de manera transitoria a los señores magistrados Jaime Antonio Lora Peralta y Carlos Felipe Linares Vera Portocarrero para que desempeñen los cargos de Presidente de Corte y Jefe de la Oficina Desconcentrada respectivamente. 
La ceremonia de instalación de la Corte Superior de Justicia de Sullana estuvo presidida por el entonces Presidente del Poder Judicial, César San Martín Castro y contó con la participación de las principales autoridades de la región.

## Conformación
El distrito judicial de Sullana contiene 37 dependencias judiciales incluyendo 3 salas superiores, 31 juzgados de primera instancia, 6 juzgados de paz letrados y, además, 74 juzgados de paz en distintas partes del territorio de su jurisdicción.

## Jurisdicción
El distrito judicial de Sullana tiene jurisdicción sobre las provincias de Ayabaca, Sullana y Talara del departamento de Piura.